# Ingrid Pietrzynski
Ingrid Pietrzynski (* 1947) ist eine deutsche Mediensoziologin und -historikerin.

## Leben
Nach dem Studium der Germanistik, Anglistik und Soziologie an der Humboldt-Universität in Ost-Berlin promovierte Ingrid Pietrzynski 1978 ebenda mit einer methodenhistorischen Arbeit zu Geschichte und Anwendungsmöglichkeiten der Inhaltsanalyse bei der Untersuchung von Massenmedien-Produkten. Von 1977 bis 1987 arbeitete sie für die Abteilung Soziologische Forschung des Rundfunks der DDR. 1988 bis 1991 war sie im Lektorat Rundfunkgeschichte bzw. Historisches Archiv im Funkhaus Berlin tätig. Seit 1992 arbeitet sie im Historischen Archiv des Deutschen Rundfunkarchivs (DRA). Sie lebt in Genshagen.
Pietrzynski ist für zahlreiche Veröffentlichungen über die deutsche Rundfunkgeschichte bekannt. Populär sind vor allem ihre CD-Editionen über den Sänger Ernst Busch und die Schriftsteller Hermann Kasack und Pablo Neruda. Ernst Schumacher bezeichnet sie als „die beste Kennerin der Geschichte des DDR-Hörfunks“.

## Schriften
Bücher
- Inhaltsanalyse und Hörerpost. Dissertation an der HU Berlin, 1978.
- Radio im Umbruch. Oktober 1989 bis Oktober 1990 im Rundfunk der DDR. Darstellungen, Chronik, Dokumentation, Presseresonanz. Ost-Berlin: Funkhaus Berlin, 1990.
- Das Schriftgut des DDR-Hörfunks. Potsdam-Babelsberg: Deutsches Rundfunkarchiv, 2002. ISBN 3-926072-99-7
- „Der Rundfunk ist die Stimme der Republik …“ Bertolt Brecht und der Rundfunk der DDR 1949-1956. Berlin: Trafo-Verlag, 2003. ISBN 3-89626-260-2

Aufsätze
- „Im Orkus verschwunden?“ Günter Kunerts frühe Hörfunkarbeiten (1953-1962). In: Ingrid Scheffler (Hg.): Literatur im DDR-Hörfunk. Konstanz: UVK, 2005, S. 13–128. ISBN 3-89669-478-2